# Wellenkuppe
Wellenkuppe – szczyt w Alpach Pennińskich, w masywie Obergabelhorn - Zinalrothorn. Leży w Szwajcarii w kantonie Valais, niedaleko granicy z Włochami. Sąsiaduje z Ober Gabelhorn. Szczyt można zdobyć ze schroniska Rothornhutte (3198 m).